# Indigofera ancistrocarpa
Indigofera ancistrocarpa là một loài thực vật có hoa trong họ Đậu. Loài này được Thulin miêu tả khoa học đầu tiên.